# Zilla macroptera
Zilla macroptera är en korsblommig växtart som beskrevs av Ernest Saint-Charles Cosson. Zilla macroptera ingår i släktet Zilla och familjen korsblommiga växter. Inga underarter finns listade i Catalogue of Life.